# Alan Walsh
Alan Walsh (Hoddlesden, 19 dicembre 1916 – Melbourne, 3 agosto 1998) è stato un fisico e chimico britannico. Inventò e sviluppò la spettroscopia di assorbimento atomico, tecnica spettroscopica che negli anni cinquanta e sessanta rivoluzionò i metodi della chimica analitica quantitativa.

## Vita
Alan Walsh nacque nel 1916 a Hoddlesden, un villaggio presso Darwen nel Lancashire. Frequentò le scuole secondarie a Darwen e nel 1935 si iscrisse all'università di Manchester studiando fisica. Dal 1939 lavorò in varie industrie, tra cui la British Non-Ferrous Metals Research Association dove si occupò di analisi metallurgiche tramite spettroscopia di emissione.
Nel 1946 si trasferì a Melbourne, entrando a far parte della sezione di chimica fisica australiana del Council for Scientific and Industrial Research (CSIR), che poi nel 1949 diventò Commonwealth Scientific and Industrial Research Organization (CSIRO). Qui a partire dal 1952 sviluppò la tecnica innovativa della spettroscopia di assorbimento atomico, metodologia analitica che sfrutta lo spettro di assorbimento atomico anziché gli spettri di emissione atomici o molecolari. La sua prima pubblicazione in materia apparve nel 1955. Negli anni cinquanta e sessanta la spettroscopia di assorbimento atomico rivoluzionò i metodi chimica analitica quantitativa, rendendo obsolete le vecchie metodologie per via umida.
Nel 1977 andò in pensione e per qualche tempo svolse attività di consulenza in ambito industriale.

## Onorificenze
Walsh ricevette vari premi e riconoscimenti per i risultati ottenuti. Tra i più significativi la Royal Medal della Royal Society (1976) e il Robert Boyle Prize for Analytical Science (1982). Nel 1977 fu nominato cavaliere. Fu eletto membro di numerose accademie scientifiche, tra le quali:  Accademia australiana delle Scienze (1958), Royal Society e Accademia reale svedese delle scienze (1969), Accademia australiana delle Scienze tecnologiche e ingegneristiche (1982).